# Myioborus albifacies
La candelita cariblanca (Myioborus albifacies) es una especie de ave paseriforme de la familia Parulidae endémica de Venezuela.

## Descripción
La candelita cariblanca mide alrededor de 13 cm de largo. El plumaje de sus partes superiores es de color gris verdoso, salvo su cola que es negruzca con las plumas exteriores blancas, y el píleo que es negro, en contraste con su rostro blanco (lorum y coberteras auriculares). Sus partes inferiores son amarillas con cierto tono anaranjado, excepto la parte inferior de la cola y zona perianal que son blancas. Su pico corto y puntiagudo y sus patas son negruzcos.

## Distribución y hábitat
Se encuentra únicamente en las selvas húmedas de la región de los Tepuis del suroeste de Venezuela.